# Egira intermedia
Egira intermedia là một loài bướm đêm trong họ Noctuidae.